# 이보라미
이보라미(李보라미, 1968년 4월 7일, 경기도 파주시 아동면 ~ )은 대한민국의 정치인이다. 제5·6대 전라남도 영암군의회 의원과 제11대 전라남도의회 의원을 지냈다.

## 학력
- 서울논현국민학교 졸업
- 서초중학교 졸업
- 서초고등학교 졸업
- 중앙대학교 화학공학과 졸업

## 경력
- 현대삼호중공업 도장1부 대리
- 현대삼호중공업지회 정책부장
- 영암군 친환경 무상급식 실현 주민운동본부 공동대표
- 미암지역 아동센터 운영위원
- 2006.07 ~ 2010.06 제5대 전라남도 영암군의회 의원
- 2006.07 ~ 2008.07 제5대 전라남도 영암군의회 전반기 예산결산특별위원회 위원장
- 2008.07 ~ 2010.06 제5대 전라남도 영암군의회 후반기 자치행정위원회 위원
- 2008.07 ~ 2010.06 제5대 전라남도 영암군의회 후반기 경제건설위원회 위원
- 2008.07 ~ 2010.06 제5대 전라남도 영암군의회 후반기 의회운영위원회 위원
- 2010.07 ~ 2014.06 제6대 전라남도 영암군의회 의원
- 2010.07 ~ 2012.07 제6대 전라남도 영암군의회 전반기 예산결산특별위원회 위원장
- 2010.07 ~ 2012.07 제6대 전라남도 영암군의회 전반기 자치행정위원회 위원장
- 2010.07 ~ 2012.07 제6대 전라남도 영암군의회 전반기 의회운영위원회 위원
- 2012.07 ~ 2014.06 제6대 전라남도 영암군의회 후반기 경제건설위원회 위원
- 2012.07 ~ 2014.06 제6대 전라남도 영암군의회 후반기 자치행정위원회 위원
- 2012.07 ~ 2014.06 제6대 전라남도 영암군의회 후반기 의회운영위원회 위원
- 2012.07 ~ 2014.06 제6대 전라남도 영암군의회 후반기 예산결산특별위원회 위원
- 2017.07 ~ 2019.07 정의당 전라남도당 영암군 지역위원회 위원장
- 2018.07 ~ 2022.03 제11대 전라남도의회 의원[1]
- 2018.07 ~ 2020.07 제11대 전라남도의회 전반기 의회운영위원회 부위원장
- 2018.07 ~ 2020.07 제11대 전라남도의회 전반기 보건복지환경위원회 위원
- 2019.07 ~ 정의당 전라남도당위원장
- 2020.07 ~ 2022.03 제11대 전라남도의회 후반기 기획행정위원회 위원
- 2020.07 ~ 2022.03 제11대 전라남도의회 후반기 예산결산특별위원회 위원
- 2020.07 ~ 2022.03 제11대 전라남도의회 후반기 광양만권환경안전특별위원회 위원

## 역대 선거 결과
|  | 29.67% |

|  | 42.69% |

|  | 39.64% |

|  | 44.19% |

|  | 10.67% |

|  | 2.14% |

## 참고 자료
- 이보라미 - 네이버 인물검색
- 이보라미 - 다음 인물검색